# Наполеоне дела Торе
Наполеоне дела Торе или Ториани, наречен Напо (на италиански: Napoleone della Torre, Napo Torriani; † 16 август 1278, Комо) е италиански кондотиер, господар на Милано от 24 декември 1265 до 21 януари 1277 г. и един от най-силните представители на гвелфския род Дела Торе.

## Произход
Той е син на Пагано дела Торе († 1241), глава на Credenza di Sant'Ambrogio (Градската управа) на Милано от 1216 г. до смъртта си, подест на Бреша (1227), подест на Бергамо (1228), и неизвестна жена. Има девет братя:
- Ермано (неизв.), подест на Болоня (1253), подест на Флоренция (1256), подест на Пиза (1258); съпруг на Лучия да Кореждо и на Витория дела Скала; родоначалник на кадетския клон на Гориция
- Авоне († сл. 1279), подест на Пистоя (1274)
- Мартино († сл. 1277)
- Филипо (неизв.), подест на Сачиле (1290)
- Паганино († 1266), подест на Новара (1259), съпруг на Микарда да Монтефелтро
- Франческо († 1277, Дезио), подест на Новара (1243, 1263 и 1271), господар на Сеприо (1266), подест на Бреша (1266), подест на Алесандрия (1269), подест на Кремона (1271), подест и ректор на ривиерата на езерото Орта (1271), съпруг на Джулия Кастильони, родоначалник на кадетския клон на Комо
- Салвино († сл. 1281), съпруг на Роза Туркони
- Каверно († сл. 1277), подест на Мантуа (1245), съпруг на Орсина Мандели, родоначалник на кадетския клон Верона
- Раймондо († 1298), архисвещеник на Монца (1251 – 62), титулярен архиепископ на Милано (1261 – 62), епископ на Комо (1262 – 1273) и патриарх на Аквилея (1273 – 1299).

## Биография

### Ранни години
Нищо не се знае за живота му до 1260 г., когато става подест на Пиаченца. През този период Сеньория Милано се управлява последователно от неговите братовчеди Мартино и Филипо дела Торе – синове на Якопо дела Торе. Още в този период Напо е активен в политиката на град Милано: той също подписва съюзния договор с Шарл I Анжуйски през 1265 г.

### Господар на Милано
След смъртта на братовчед му Филипо през декември 1265 г. Напо идва на власт, като го наследява в управлението на Милано, имайки титлата на Старейшина на народа на Милано и същевременно тази на подест на Комо, Новара, Бергамо и Лоди.
Той продължава политическата линия, начертана от своя предшественик, винаги заставайки на страната на гвелфите и благоприятствайки начинанията на Шарл I Анжуйски. Анжуйската победа в битката при Беневенто на 26 февруари 1266 г. срещу гибелините на крал Манфред бележи триумфа на гвелфската партия в Северна и Централна Италия и края на господството на Хоенщауфените над Кралство Сицилия.
Докато Наполеоне властва в Милано, неговият брат Раймондо – епископ на Комо получава от Гвелфската лига правото да назначава подестите на Мантуа и Ферара сред семейството си – факт, който консолидира още повече силата на Дела Торе в Италия. Брат му Франческо е господар на Сеприо, а брат му Паганино е господар на Верчели, макар и за кратко, тъй като убит и след това отмъстен от Наполеоне.
Междувременно бившият крал на Сицилия Конрадин има намерение да слезе в Италия и да си възвърне владението на кралството, което му е взето от чичо му Манфред. Страхът от възраждане на властта на гибелините подтикна представителите и господарите на гвелфските градове да се срещнат в Милано на 4 април 1267 г., за да подновят Гвелфската лига и да поверят нейното командване на Наполеоне, неговия брат Раймондо и Гулиелмо VII дели Алерамичи, маркиз на Монферат. Въпреки това Наполеоне, също командващ армията на гвелфите, заема двусмислено отношение по този повод, без изобщо да атакува ефективно Конрадин, който междувременно се е установил в Павия в края на януари 1268 г., може би поради конфликти с папа Климент IV.
След поражението на Конрадин в битката при Талиакоцо на 23 август 1268 г. Шарл Анжуйски възнамерява да разшири господството си над цяла Северна Италия и моли гвелфските градове да свикат събрание в Кремона, по време на което да бъде признато неговото господство. Участващите градове, подкрепяни главно от Наполеоне, обаче декларират, че не желаят да признаят неговата власт. Поради тази причина отмъщението на Анжуйците е главно срещу Дела Торе и всъщност те поддържат много бунтове срещу тях и тяхното господство. Поради това Напо е принуден да увеличи данъчното облагане, и това е и защото той прави всичко възможно за изграждането на обществената инфраструктура като почистването и павирането на градските улици и завършването на канала Навильо Гранде от Абиатеграсо до Милано през 1271 г.
През 1271 г. Напо възобновява господството си над Новара и подписва мирен договор с Бреша. Следват безброй бунтове: първо Бреша, а след това Лоди изоставят Гвелфската лига и преминават към гибелините, но Лоди е завладян отново от Наполеоне. След Лоди се разбунтува Комо, а дори в Милано започват да възникват противопоставяния поради непрекъснатите и огромни данъци, поискани от Напо. Впоследствие Крема, Кремона и Новара също се надигат и в този момент силата на семейство Дела Торе започва да се колебае.
През 1272 г. в Милано е свикан нов Съвет на 900-те, където накрая Наполеоне е признат за господар на Милано и следователно е призната Сеньория Милано.
През 1269 г. брат му Раймондо е заловен от Корадо Веноста фон Мач – феодал на замъка Бофалора във Валкиавена, и изложен в клетка на обществените подигравки в Сондало във Валтелина. След това той е освободен от милициите на Наполеон, които разрушават замъка на 25 септември 1273 г.

### Бунт в Лоди
През лятото на 1273 г., след бунта в Лоди, разпален от семейство Овернаги, Напо събира армия от градовете Милано, Верчели, Новара, Комо и Бергамо. На 25 юли карочо-то напусна Милано, но на 18 август войските все още лагеруват около Сан Джулиано, на 20 са при Калвенцано, а на 27 са пред градските стени, чиито околности разграбват. Построен е замък или обсадна кула, за да атакува града, но шест дена по-късно армията се изтегля към Милано. Причината за тази забавеност според италианския историк от 18 век Джорджо Джулини се дължи на желанието на Напо да си върне града с дипломация, а не с оръжие, за да не се прояви като тиранин в очите на хората.
На 19 април 1270 г. миланската армия се придвижва отново към Лоди и през следващите дни някои малки села около града са превзети и околността е ограбена, но градът не е нападнат. Семейството Сомарива от Лоди, заточено от своя град, постига споразумение с Напо чрез брат му Раймондо дела Торе, епископ на Комо: в замяна на мира и свободната търговия между двата града те ще вдигнат на бунт своите поддръжници, за да изгонят подеста Алберто Катаско и Буозо да Довера, и това би позволило на Напо да назначи викарий по свой избор. На 4 юли градът попада в ръцете на Дела Торе и Напо влиза в него, приветстван от хората. Въпреки това, докато Дела Торе са на трапезата и обядват, привържениците на сем. Овернаги, водени от Сучо Вистарини, изненадващо нападат поддръжниците на сем. Сомарива, като почти успяват да ги прогонят от града. Напо изоставя обяда и след като събира своите хора, се насочва срещу Овернаги, като успява да ги победи и да убие Франческо Вистарини – син на Сучо. Самият Сучо заедно със сина си Антонио решава да се предаде, като се представи в двореца на Дела Торе; двамата са изпратени като пленници в Милано. Според обичая дворците на Овернаги и Вистарини са разграбени и благодарение на пристигането на още 3000 милански войници, лагеруващи извън града, Лоди е изцяло превзет. Впоследствие Напо нарежда изграждането на замъците Порта Милано и Порта Реджина, за да се подобри отбраната на града.
През 1273 г. Рудолф фон Хабсбург е избран за крал на римляните и Напо се обръща към него, за да възстанови загубената подкрепа на Шарл I Анжуйски, ставайки имперрски викарий през 1274 г. Междувременно Отоне Висконти, архиепископ на Милано от 1262 г., който все още не се е настанил в Милано поради противопоставянето на сем. Дела Торе, става отправна точка за благородническите семейства на Милано, Алто Милано и района на Локарно, и с тяхна подкрепа започва война срещу Дела Торе.

### Поражение и смърт
През 1276 г. войските на Дела Торе, водени от Напо, нанасят тежко поражение на тези на Отоне Висконти в битката при Гуацера близо до Ранко, близо до езерото Маджоре. Впоследствие Отоне контраатакува и окупира Леко и Чивате, пристигайки в Дезио през нощта. В последвалата битка при Дезио той атакува Напо и семейството му: брат му Франческо е убит, докато самият Напо и неговия племенник Гуидо – син на Франческо са пленени и впоследствие затворени в Кастел Барадело в Комо. Отоне триумфално влиза в Милано, установявайки господството на Висконти в града. Победата е гарантирана от съюзите, които Висконти сключва с Асти, Торино, Аоста, Верчели, и с Маркиза на Монферат.
Напо, затворен в желязна клетка, висяща от външните стени на замъка в Комо, е подложен на 18 месеца страдание, преди да умре от глад на 16 август 1278 г. Според традицията тленните му останки са погребани в параклиса „Свети Николо“ на Кастел Барадело в Комо.

## Брак и потомство
∞ вероятно за Маргарита Дел Балцо (Маргьорит дьо Бо) от рода Дел Балцо, от която има трима сина и две дъщери:
- Корадо 'Моска' дела Торе (* 1251; † 24 октомври 1304, Милано), подест на Мантуа (1266), губернатор на Истрия и на Триест (1209), подест на Бергамо (1307), ∞ 1. за Валентина, дъщеря на Пиетро Висконти 2. за Алегранца, дъщеря на Гуидоне да Ро; от браковете си има 10 сина и 1 дъщеря
- Риналдо 'Пасерино' дела Торе († ок. 1330), подест на Кремона (1 януари 1312), губернатор на Алесандрия (1322), ректор за Църквата на Пиаченца (1323), Парма (1328) и Фаенца (1330), има една дъщеря.
- Касоно дела Торе († 15 май 1281, Ваприо), кондотиер, ∞ за Пиерина, от която има четирима сина и една дъщеря.
- Донина дела Торе, ∞ за Гуидо
- Аниезе дела Торе, ∞ за Кантелмо да Ро